# Christian August Münckner
Christian August Münckner (Grimma, 12 december 1788 – 30 september 1864) was een Duits luthers theoloog en dichter.

## Biografie
Münckner volgde onderwijs aan verschillende scholen in zijn geboorteplaats Grimma en studeerde aansluitend, vanaf 1809, theologie aan de Universiteit Leipzig. Omdat zijn vader in 1805 was overleden, was Münckner erg arm. Zijn situatie verbeterde echter in de herfst van 1810, toen hij een plaats kreeg in het convict (internaat voor theologiestudenten) van de predikant Encke van de Nikolaikirche. Tevens kreeg hij de bij die kerk behorende famulatur (assistentschap). Encke benoemde Münckner in 1812 tot catecheet en beval hem aan als huisleraar, zodat hij voldoende geld kon verdienen om zijn studie te voltooien. In 1817 werd Münckner uiteindelijk dominee in Limbach en Saalhausen bij Oschatz. Tijdens de zeven jaar dat hij daar werkte had hij de gelegenheid zich met de dichtkunst bezig te houden en publiceerde hij zijn eerste dichtbundels. In 1825 werd hij hoofdpredikant in Strehla, wat hij bleef tot zijn overlijden in 1864.

## Publicaties (selectie)
- Gedichte (1818)
- Morgen- und Abendlieder für die erwachsene Jugend (1822)
- Himmelsleiter. Eine episch-parabolische Darstellung von der Auffassung des Christenthums (1846)
- Lieder vom Jenseits (1856)